# Liste des monuments nationaux de l'Huila
Cet article liste les monuments nationaux de l'Huila, en Colombie. Au 16 juin 2015, treize monuments nationaux étaient recensés dans ce département.

## Patrimoine matériel
| Code national | Monument                                    | Municipalité(s)                                                                                      | Adresse          | Coordonnées                        | Date      | Illustration                      |
| ------------- | ------------------------------------------- | --- | ---------------- | ---------------------------------- | --------- | --------------------------------- |
|               | Maison natale de Monseigneur Ismael Perdomo | Gigante                                                                                              | Calle 3 4-45     | à géolocaliser                     | 1972      | Image manquante Téléverser        |
|               | Église de San Antonio                       | Gigante                                                                                              | Place principale | à géolocaliser                     | 1972      | Image manquante Téléverser        |
|               | Chapelle de l'Immaculée Conception          | Neiva                                                                                                |                  | à géolocaliser                     | 2004      | Image manquante Téléverser        |
|               | Gare ferroviaire de Neiva                   | Neiva                                                                                                |                  | à géolocaliser                     | 1996      | Image manquante Téléverser        |
|               | Institution éducative Santa Librada         | Neiva                                                                                                |                  | à géolocaliser                     | 2006      | Image manquante Téléverser        |
|               | Gare ferroviaire de Fortalecillas           | Neiva                                                                                                |                  | à géolocaliser                     | 1996      | Image manquante Téléverser        |
|               | Gare ferroviaire de Pradera                 | San Agustín                                                                                          |                  | à géolocaliser                     | 1996      | Image manquante Téléverser        |
|               | Parc archéologique de San Agustín           | San Agustín, Acevedo, Isnos, Timaná, La Argentina, La Plata, Tarqui, Oporapa, Pitalito, Saladoblanco |                  | 1° 55′ 00″ nord, 76° 14′ 00″ ouest | 1931 1993 | Parc archéologique de San Agustín |
|               | Chapelle Santa Barbara                      | Villavieja                                                                                           |                  | à géolocaliser                     | 2004      | Chapelle Santa Barbara            |
|               | Gare ferroviaire de Villavieja              | Villavieja                                                                                           |                  | à géolocaliser                     | 1996      | Image manquante Téléverser        |
|               | Gare ferroviaire de Golondrinas             | Villavieja                                                                                           |                  | à géolocaliser                     | 1996      | Image manquante Téléverser        |
|               | Gare ferroviaire de Potosí                  | Villavieja                                                                                           |                  | à géolocaliser                     | 1996      | Image manquante Téléverser        |
|               | Maison natale d'Adriano Perdomo Trujillo    | Yaguará                                                                                              |                  | à géolocaliser                     | 1986      | Image manquante Téléverser        |